# W jeżynowym grodzie
W jeżynowym grodzie (ang. The Enchanted World of Brambly Hedge, 1996–2000) – brytyjski serial animowany, dawniej emitowany w Polsce na kanale TVP1. Serial powstał na podstawie książek Jill Barklem.

## Zarys fabuły
Prymulka i Fredzio to dwie zaprzyjaźnione myszy. Mieszkają po sąsiedzku i dużo czasu spędzają razem – nierzadko kłócąc się i dokuczając wzajemnie. Fredzio chełpi się swoją siłą i odwagą, Prymulka próbuje mu w tym dorównać i śmiało podejmuje ryzykowne zabawy. Podróż strumieniem na pokładzie żaglówki stanowi dla małych myszy prawdziwe wyzwanie.

## Wersja polska
Wersja polska: Telewizyjne Studia Dźwięków w Warszawie

Reżyseria: Dorota Kawęcka

Dialogi: Stanisława Dziedziczak

Dźwięk: Wiesław Jurgała

Montaż: Danuta Rajewska

Kierownictwo produkcji: Mika Garczyńska

Wystąpili: 
- Elżbieta Gaertner
- Antonina Girycz
- Joanna Jędryka
- Cynthia Kaszyńska
- Hanna Kinder-Kiss
- Elżbieta Kopocińska-Bednarek – Fredzio
- Teresa Lipowska
- Iwona Rulewicz – Prymulka
- Ewa Wawrzoń
- Stanisław Brudny – Pan Badyl
- Janusz Bukowski
- Andrzej Gawroński – Alfred Bazyli
- Eugeniusz Robaczewski
- Krzysztof Strużycki
- Krzysztof Kołbasiuk

i inni

## Spis odcinków
| N/o            | Polski tytuł             | Angielski tytuł      |
| -------------- | ------------------------ | -------------------- |
|                |                          |                      |
| SERIA PIERWSZA |                          |                      |
|                |                          |                      |
| 01             | Opowieść zimowa          | Winter Story         |
|                |                          |                      |
| 02             | Opowieść wiosenna        | Spring Story         |
|                |                          |                      |
| 03             | Opowieść letnia          | Summer Story         |
|                |                          |                      |
| 04             | Opowieść jesienna        | Autumn Story         |
|                |                          |                      |
| 05             | Tajemnicze schody        | The Secret Staircase |
|                |                          |                      |
| 06             | Wysokie wzgórze          | The High Hills       |
|                |                          |                      |
| 07             | Morska opowieść          | Sea Story            |
|                |                          |                      |
| 08             | Święto w rodzinie Mączki | Poppy's Babies       |
|                |                          |                      |